# Icariella
Icariella hauseri és una espècie d'aranya araneomorfa de la subfamília Erigoninae, dins de la família Linyphiidae.
Fou nomenada així en honor a Bernd Hauser.
És l'únic membre del gènere monotípic Icariella.
Fou descrit per primera vegada per Paolo Marcello Brignoli l'any 1979.

## Distribució
És un endemisme de Grècia.